# Abner Doubleday
Pour les articles homonymes, voir Doubleday (homonymie).
Abner Doubleday (26 juin 1819 - 26 janvier 1893) est un officier de l'armée américaine et un héros nordiste de la guerre de Sécession des États-Unis, pendant laquelle il est général. Il commande le premier tir de riposte durant la défense de Fort Sumter, première bataille de la guerre, en visant une batterie sudiste. En dépit de sa carrière militaire jugée brillante, Abner Doubleday est surtout connu comme inventeur présumé du baseball.

## Avant la guerre
Doubleday naît le 26 juin 1819 à Ballston Spa, dans l'État de New York. Son grand-père était un vétéran de la Guerre d'indépendance. Son père a servi quatre ans au Congrès des États-Unis. Il est diplômé de l'académie militaire de West Point en 1838.
Il est breveté second lieutenant dans le 3rd U.S. Artillery le 1er juillet 1842. Il est nommé second lieutenant dans le 1st U.S. Artillery le 24 février 1845.
Il est promu premier lieutenant le 3 mars 1847. Il est promu capitaine le 3 mars 1855.

## Pendant la guerre de Sécession
Au déclenchement de la guerre, Abner Doubleday se trouve dans la garnison du fort Sumter lors de son bombardement par les sudistes. Il se trouve aux côtés du commandant Robert Anderson et du capitaine John G. Foster(p11). Il est promu commandant dans le 14 mai 1861 dans le 17th U.S. Infantry.  
Il est nommé brigadier général des volontaires le 3 février 1862. Il est breveté lieutenant-colonel le 17 septembre 1862 pour bravoure et service méritoire lors de la bataille d'Antietam. Il est promu major général des volontaires le 29 novembre 1862.
Dans les premiers jours de la bataille de Gettysburg, le général Reynolds, commandant le Ier corps, est tué à l'arrivée des troupes de l'Union sur le terrain et son commandement revient alors au major-général Abner Doubleday. Le Ier corps est débordé par le troisième corps confédérés (A. P. Hill) et la division de Robert E. Rodes du deuxième corps de Richard S. Ewell. Il est forcé de retraiter à travers la ville de Gettysburg et de prendre des positions défensives sur Cimetery Hill après le départ du 16th Maine qui a tenu la position courageusement. Il est breveté colonel le 2 juillet 1863 pour bravoure et service méritoire lors de la bataille de Gettysburg. Le  major-général John Newton le remplace au commandement du corps le 2 juillet 1863. Il est promu lieutenant-colonel dans l'armée régulière le 20 septembre 1863 au sein du 17th U.S. Infantry.
Le 13 mars 1865, il est breveté brigadier général et major général pour bravoure et service méritoire pendant la guerre.

## Après la guerre
Abner Doubleday quitte le service actif des volontaires le 24 août 1865. Il est promu colonel du 35th U.S. Infantry le 15 septembre 1867. Il est sans affectation entre le 15 mars 1869 et le 15 décembre 1870, date à laquelle il est affecté au 24th U.S. Infantry. Après la guerre de Sécession, Doubleday prend sa retraite de l'armée, le 11 décembre 1873 et s'établit à San Francisco en Californie. Il s'installe ensuite, en 1878 à Mendham dans le New Jersey. Il meurt dans cette localité en 1893 et est enterré à Arlington, Virginie.

## Invention du baseball
Abner Doubleday est surtout célèbre pour avoir été crédité de l'invention du baseball, le passe-temps national des Américains. Doubleday aurait inventé ce sport dans un pâturage de Cooperstown, New York, en 1839. C'est à cet endroit que se trouve aujourd'hui le Temple de la renommée du baseball.
En 1905, le président de la Ligue nationale de baseball, Abraham G. Mills, préside la Commission Mills, qui a pour but de déterminer les origines de ce sport. Le rapport final du comité, déposé le 30 décembre 1907 statue que Doubleday a jeté les bases de ce que sera le baseball professionnel, à Cooperstown en 1839. Cependant, dans tous les papiers laissés par Abner Doubleday à son décès, aucun ne fait jamais la moindre mention au sujet du baseball.